# مارك إبراهام
مارك إبراهام (بالإنجليزية: Mark Abraham)‏ هو شخصية أعمال وسياسي أمريكي، ولد في 13 نوفمبر 1953. حزبياً، نشط في الحزب الجمهوري. وقد انتخب عضو مجلس نواب لويزيانا.